# Фридине фијесте
Фридине фијесте: рецепти и сећања на живот с Фридом Кало (енгл. Frida's fiestas) је књига ауторки Гвадалупе Ривера (енгл. Guadalupe Rivera) и Мари-Пјер Коле (енгл. Marie-Pierre Colle), објављена 1994. године. Фотографије за књигу је снимио Игнасио Уркиса (енгл. Ignacio Urquiza). Српско издање књиге објављено је 2017. године у издању "Службеног гласника" из Београда у преводу Николе С. Крзнарића. 

## О аутору
- Гвадалупе Ривера (1924) је ћерка Дијега Ривере из брака са књижевницом Лупе Марин. Гваделупе је била професорка права, савезна посланица у Конгресу, сенаторка, амбасадорка Мексика у различитим међународним организацијама, добитница Националне награде за економију и водећа чланица многих културних организација.[3]
- Мари-Пјер Коле је новинарка.

## О књизи
Књига Фридине фијесте представља сећања на живот фриде Кало и Дијега Ривере у Плавој кући. Књига обилује старим црно-белим породичним фотографијама које приказују живот овог брачног пара и уметника у Плавој кући. У књизи се налази више од 100 рецепата за јела која је Фрида волела да припрема као и илустрације тих рецепата, чиме она представља и својеврсни кувар – књигу рецепата Фриде Кало. 
Ту су и фотографије мртвих природа које су инспирисане Фридиним сликама.
Ауторке књиге су описале сећања на то како је уметница дочекивала људе у свом дому. Јела као што су бодљикаве крушке у зеленом пипијан сосу, супа од шкампа, пилетина у маринади, па шкампи у маринади, љути воћни паприкаш, салате и сосови у огромним чинијама, авокадо, пасуљ, ротквице, и многа друга јела мексичке кухиње су се нашла на њеној трпези. Фрида Кало је спремала сва та јела за свој рођендан у јулу, приређивала је и велике забаве на које је позивала "пола Мексика", маријаче, жене у живописним ношњама, људе из Париза, Лондона и Њујорка. Тада се пила текила, пиво у криглама, а свуда је било послужено воће уклопљено са црвеним мушемама и шареним салветама.
Фрида је посебну пажњу поклањала десертима, пуслицама и нугат коцкама и карамелама. У припреми спискова гостију, јела и организације вечера Фриди су помагали породица и пријатељи, и кћерке Дијега Ривере од којих је једна ауторка ове књиге.
Фрида је била посебно одушевљена храном и припремањем јела. Посебно оних јела која су Дијегу била омиљена. Било јој је важно да зна да кува јер је и то било део њене традиције.
Гвадалупе Ривера је књигу назвала Фридине фијесте иако су сви, и она, и њен отац Дијего, и многи други, учествовали у прославама заједно са њом.